# Forbant (bandit)
D'acord amb la mitologia grega, Forbant (en grec antic Φόρβας, genitiu Φόρβαντος) va ser un bandit que vivia a Panopea, a la Fòcida.
Atacava els viatgers que anaven cap a Delfos i els obligava a lluitar amb ell a cops de puny, i després d'haver-los vençut, els matava. Fins que Apol·lo se li va presentar amb l'aparença d'un nen, el va reptar i el va vèncer.